# Pimelea cracens
Pimelea cracens är en tibastväxtart. Pimelea cracens ingår i släktet Pimelea och familjen tibastväxter.

## Underarter
Arten delas in i följande underarter:
- P. c. cracens
- P. c. glabra